# Кемерашу (комуна)
Кемерашу (рум. Cămărașu) — комуна у повіті Клуж в Румунії. До складу комуни входять такі села (дані про населення за 2002 рік):
- Кемерашу (1502 особи) — адміністративний центр комуни
- Неою (581 особа)
- Симболень (699 осіб)

Комуна розташована на відстані 303 км на північний захід від Бухареста, 40 км на схід від Клуж-Напоки.

## Населення
За даними перепису населення 2002 року у комуні проживали 2782 особи.
Національний склад населення комуни:
| Національність | Кількість осіб | Відсоток |
| -------------- | -------------- | -------- |
| румуни         | 2163           | 77,7%    |
| цигани         | 420            | 15,1%    |
| угорці         | 199            | 7,2%     |

Рідною мовою назвали:
| Мова      | Кількість осіб | Відсоток |
| --------- | -------------- | -------- |
| румунська | 2347           | 84,4%    |
| циганська | 236            | 8,5%     |
| угорська  | 199            | 7,2%     |

Склад населення комуни за віросповіданням:
| Релігія        | Кількість осіб | Відсоток |
| -------------- | -------------- | -------- |
| православні    | 2517           | 90,5%    |
| реформати      | 190            | 6,8%     |
| адвентисти     | 37             | 1,3%     |
| греко-католики | 28             | 1,0%     |
| римо-католики  | 5              | 0,2%     |
| баптисти       | 2              | 0,1%     |
| мусульмани     | 1              | < 0,1%   |
| лютерани       | 1              | < 0,1%   |